# Marijke Synhaeve
Marijke Synhaeve (Kortrijk (België), 5 november 1989) is een Nederlands politica namens D66.
Synhaeve werd bij de gemeenteraadsverkiezingen van 2018 gekozen als lid van de gemeenteraad van Nijmegen; in 2022 werd zij herkozen.
Synhaeve stond bij de Tweede Kamerverkiezingen van 22 november 2023 op de elfde plaats van de kandidatenlijst van D66, wat niet voldoende was om gekozen te worden. Op 12 december 2023 werd zij alsnog geïnstalleerd als lid van de Tweede Kamer; zij werd benoemd in de tijdelijke vacature (tot 29 maart 2024) ontstaan door het zwangerschapsverlof van Hanneke van der Werf.
Synhaeve is woonachtig in Lent.
- Parlement.com: vm6fi7vp5xx6